# ویلا ویچنتینا
ویلا ویچنتینا (به ایتالیایی: Villa Vicentina) یک کومونه در ایتالیا است که در استان اودینه واقع شده‌است. ویلا ویچنتینا ۵٫۴ کیلومتر مربع مساحت و ۱٬۳۹۹ نفر جمعیت دارد و ۹ متر بالاتر از سطح دریا واقع شده‌است.

## خواهرخوانده
شهر Colpo خواهرخواندهٔ ویلا ویچنتینا هست.